# Idaea profanaria
Idaea profanaria är en fjärilsart som beskrevs av Walker 1866. Idaea profanaria ingår i släktet Idaea och familjen mätare. Inga underarter finns listade i Catalogue of Life.